# Corbeau (groupe)
Pour les articles homonymes, voir Corbeau (homonymie).
Corbeau était un groupe rock québécois, très populaire à la fin des années 1970. 

## Biographie
Le groupe a été formé en 1977, par le cinéaste, chanteur et parolier Pierre Harel, le bassiste Michel « Willie » Lamothe et le batteur Roger « Wézo » Belval, tous d'anciens membres du groupe Offenbach avec les guitaristes Jean Millaire, lui aussi un ex-membre d'Offenbach et du groupe Expedition, et Donald Hince. Harel est d'abord le chanteur soliste jusqu'à l'arrivée de Marjolaine Marjo Morin, auparavant choriste pour François Guy sur deux comédies musicales. Par la suite, ils se partagèrent la tâche, jusqu'au départ de Harel tout juste avant le lancement du premier album du groupe en 1979. Sur lequel on retrouve, entre autres, les chansons  Cash moé, Pareil, Agriculture et Gisèle déjà interprétée par Louise Forestier sur son album Accroche cœur paru quelques mois auparavant. Vient ensuite l'album Fou sur lequel on retrouve les chansons J'lâche pas, Suite 16 et la pièce-titre. Suivra l'album Illégal avec, outre la pièce-titre, des chansons comme Slow-Motion et le grand succès du groupe Ailleurs, un slow que Marjo interprétera dans sa carrière solo. Vient ensuite un EP de 4 chansons, soit Visionnaire, Phobophobie, Tit Verra et Young Lovers. Et après un album live enregistré au Spectrum de Montréal, Dernier Cri, juste avant le départ de Marjo et Jean Millaire qui quitteront immédiatement après. On revisite sur cet unique album live de Corbeau, les grandes chansons du groupe, et qui sonne un peu comme un requiem. Jean Millaire et Marjo travailleront ensemble à la carrière solo de cette dernière. Les autres membres du groupe tentent de redonner un dernier souffle à la formation, rejoints par Pierre Harel de nouveau au poste de chanteur. Pendant plusieurs semaines, à la fin de 1984 et dans les premiers mois de l'année qui suit, ils travaillent à un nouveau répertoire en studio. Ce n'est finalement que trois ans plus tard que certaines de ces chansons paraissent sur l'album solo de Pierre Harel Tendre ravageur. En 1992 sort un album double, compilation de toutes les chansons du groupe intitulé L'Intégrale, c'est un must pour les vrais fans de Corbeau, puisqu'il contient toutes les chansons des trois premiers disques ainsi que celles du EP sorti en 1983. 
Les fondateurs du groupe, Roger Belval, Pierre Harel et Michel Lamothe se retrouvent en 1991 avec le groupe Corbach puis participent à divers projets dont le spectacle de Pierre Harel: Harel chante Félix en colère au Club Soda, lors des FrancoFolies 2001 et la commémoration de la Messe de l'Oratoire du groupe Offenbach, en février 2002.
En cette même année toutefois, Pierre Harel réunit toute la bande de Corbeau, à l'exception de Marjo et Jean Millaire, pour enregistrer l'album Hôtel Univers sous le nom de Corbeau 85, la nouvelle version du groupe. Les chansons de ce disque sont déjà parues avant sur Tendre ravageur, l' album solo de Pierre Harel , sauf pour une version toute personnelle de la chanson Faut que j'me pousse d'Offenbach, en plus d’être augmentée de deux autres morceaux, Rue Ste-Catherine ainsi que la chanson-titre. Ces deux chansons furent enregistrées avec la collaboration de Johnny Gravel à la guitare, leur ancien partenaire au sein d'Offenbach. La même année, toute la bande se retrouve pour enregistrer un album en hommage à Félix Leclerc, Félix en colère. Sont présents sur cet album outre Pierre lui-même, Jean Johnny Gravel et Bob Champoux aux guitares, Michel Bessette aux claviers - principalement au piano -, Michel Lamothe à la basse et au chant sur la pièce Contumace ainsi que Roger Belval à la batterie. En 2009, la formation originale (à l'exception de Pierre Harel) s'est réunie le temps de réenregistrer la chanson Demain pour le nouvel album de Marjo, Marjo et ses hommes.

## Membres
- Pierre Harel : Chant - (1977 à 1979 - 2002 Pour Corbeau 85 - 2015 Corbach)
- Marjolaine ''Marjo'' Morin : Chant - (1978 à 1984)
- Donald Hince : Guitare - (1977 à 1984 - 2002 Pour Corbeau 85 - 2015 Corbach) † Décédé le 9 novembre 2019 à Laprairie
- Jean Millaire : Guitare, chœurs - (1978 à 1984)
- Michel Lamothe : Basse, chœurs -  (1977 à 1984 - 2002 Pour Corbeau 85 - 2015 Corbach) † Décédé le 25 mars 2019 à Saint-Hyacinthe.
- Roger Belval : Batterie - (1977 à 1984 - 2002 Pour Corbeau 85 - 2015 Corbach)

## Discographie

### Corbach
- 1994 : Rite rock
- 1996 : Amérock du Nord